# Liste der Nummer-eins-Hits in Australien (2003)
Diese Liste enthält alle Nummer-eins-Hits in Australien im Jahr 2003. Grundlage sind die Top 50 der australischen Charts der ARIA. Es gab in diesem Jahr 17 Nummer-eins-Singles und 9 Nummer-eins-Alben.

## Singles
| ← 2002 ← | Liste der Nummer-eins-Hits in Australien | Liste der Nummer-eins-Hits in Australien | Liste der Nummer-eins-Hits in Australien | 2004 →                    |
| \| Zeitraum \| Wo. ges. \| Interpret \| Titel Autor(en) \| Zusätzliche Informationen \| \| (Zeitraum, Wochen auf Platz eins, Interpret, Titel, Autor[en], zusätzliche Informationen) \| \| \| \| \| \| ----------------------------------------------------------------------------------------- \| -------- \| ------------------------------ \| ---------------------------------------------------------------------------------------------------------------------------------------------------------------------------------------------------- \| ------------------------- \| \| 15. Dezember 2002 – 8. März 2003 12 Wochen \| 12 \| Eminem \| Lose Yourself Marshall B. Mathers III, Luis Edgardo Resto, Jeff Bass \| – \| \| 9. März 2003 – 15. März 2003 1 Woche \| 1 \| Christina Aguilera \| Beautiful Maria Gloria Catalano, Todd Jerome Chapman, Shelly M. Peiken \| – \| \| 16. März 2003 – 22. März 2003 1 Woche (insgesamt 2) \| 2 \| Delta Goodrem \| Lost Without You Matthew R. T. Gerrard, Bridget Louise Benenate \| – \| \| 23. März 2003 – 29. März 2003 1 Woche (insgesamt 2) \| 2 \| t.A.T.u. \| All the Things She Said Trevor Charles Horn, Martin Kierszenbaum, Elena Vladimirovna Kiper, Valerij Valentinovich Polienko, Sergej Sasunikovich Galojan, Ivan Nikolaevich Shapovalov \| – \| \| 30. März 2003 – 5. April 2003 1 Woche (insgesamt 2) \| 2 \| Delta Goodrem \| Lost Without You Matthew R. T. Gerrard, Bridget Louise Benenate \| – \| \| 6. April 2003 – 12. April 2003 1 Woche (insgesamt 2) \| 2 \| t.A.T.u. \| All the Things She Said Trevor Charles Horn, Martin Kierszenbaum, Elena Vladimirovna Kiper, Valerij Valentinovich Polienko, Sergej Sasunikovich Galojan, Ivan Nikolaevich Shapovalov \| – \| \| 13. April 2003 – 17. Mai 2003 5 Wochen \| 5 \| 50 Cent \| In da Club Michael A. Elizondo Jr., Andre Romell Young, Curtis James Jackson \| – \| \| 18. Mai 2003 – 24. Mai 2003 1 Woche \| 1 \| Justin Timberlake \| Rock Your Body Pharrell L. Williams, Chad Hugo, Justin R. Timberlake \| – \| \| 25. Mai 2003 – 5. Juli 2003 6 Wochen \| 6 \| Evanescence \| Bring Me to Life Amy Lee, David Hodges, Ben Moody \| – \| \| 6. Juli 2003 – 19. Juli 2003 2 Wochen \| 2 \| Delta Goodrem \| Innocent Eyes Delta Lea Goodrem, Mark Ronald Holden, Paul Lancaster Wiltshire \| – \| \| 20. Juli 2003 – 30. August 2003 6 Wochen \| 6 \| R. Kelly \| Ignition (Remix) Christian Ward, Uforo Imeh Ebong, Jeremy P. Felton, Jeffrey Gitelman, R. Kelly, Gabrielle Neshuneh Nowee, Andrew Langston Neely, Kimberly Michelle Pate, Tauren O’Lander Strickland \| – \| \| 31. August 2003 – 27. September 2003 4 Wochen (insgesamt 6) \| 6 \| The Black Eyed Peas \| Where Is the Love? Will Adams, Allan Apll Pineda, Priese Prince Lamont Board, Mike Fratantuno, Justin R. Timberlake, Jaime Luis Gomez, George Pajon \| – \| \| 28. September 2003 – 4. Oktober 2003 1 Woche \| 1 \| Dido \| White Flag Dido Armstrong, Richard W. Nowels Jr., Rollo Armstrong \| – \| \| 5. Oktober 2003 – 11. Oktober 2003 1 Woche \| 1 \| Delta Goodrem \| Not Me, Not I Gary Barlow, Eliot John Kennedy, Delta Lea Goodrem, Kara Dioguardi, Jarrad Leith Rogers \| – \| \| 12. Oktober 2003 – 25. Oktober 2003 2 Wochen (insgesamt 6) \| 6 \| The Black Eyed Peas \| Where Is the Love? Will Adams, Allan Apll Pineda, Priese Prince Lamont Board, Mike Fratantuno, Justin R. Timberlake, Jaime Luis Gomez, George Pajon \| – \| \| 26. Oktober 2003 – 15. November 2003 3 Wochen \| 3 \| Australian Idol – The Final 12 \| Rise Up Axel Breitung, Vanessa Joy Amorosi, Mark Ronald Holden, Maurice Shane Monopoli \| – \| \| 16. November 2003 – 22. November 2003 1 Woche \| 1 \| Kylie Minogue \| Slow Kylie Ann Minogue, Daniel de Mussenden Carey, Emilíana Torrini \| – \| \| 23. November 2003 – 6. Dezember 2003 2 Wochen \| 2 \| Britney Spears & Madonna \| Me Against the Music Madonna Louise Ciccone, Dorian Michelle Hardnett, Terius Youngdell Nash, Thabiso Nkhereanye, Gary Stewart O’Brien, Britney Spears, Christopher A. Stewart \| – \| \| 7. Dezember 2003 – 27. Dezember 2003 3 Wochen \| 3 \| Guy Sebastian \| Angels Brought Me Here Jörgen Kjell Aake Elofsson, John Robinson Reid \| – \| \| 28. Dezember 2003 – 3. Januar 2004 1 Woche \| 1 \| Delta Goodrem \| Predictable Kara Elizabeth DioGuardi, Delta Lea Goodrem, Jarrad Leith Rogers \| – \| |                                          |                                          | |                           |
| ← 2002 |                                          |                                          | | → 2004 →                  |
| Zeitraum | Wo. ges.                                 | Interpret                                | Titel Autor(en) | Zusätzliche Informationen |
| (Zeitraum, Wochen auf Platz eins, Interpret, Titel, Autor[en], zusätzliche Informationen) |                                          |                                          | |                           |
| 15. Dezember 2002 – 8. März 2003 12 Wochen | 12                                       | Eminem                                   | Lose Yourself Marshall B. Mathers III, Luis Edgardo Resto, Jeff Bass | –                         |
| 9. März 2003 – 15. März 2003 1 Woche | 1                                        | Christina Aguilera                       | Beautiful Maria Gloria Catalano, Todd Jerome Chapman, Shelly M. Peiken | –                         |
| 16. März 2003 – 22. März 2003 1 Woche (insgesamt 2) | 2                                        | Delta Goodrem                            | Lost Without You Matthew R. T. Gerrard, Bridget Louise Benenate | –                         |
| 23. März 2003 – 29. März 2003 1 Woche (insgesamt 2) | 2                                        | t.A.T.u.                                 | All the Things She Said Trevor Charles Horn, Martin Kierszenbaum, Elena Vladimirovna Kiper, Valerij Valentinovich Polienko, Sergej Sasunikovich Galojan, Ivan Nikolaevich Shapovalov                 | –                         |
| 30. März 2003 – 5. April 2003 1 Woche (insgesamt 2) | 2                                        | Delta Goodrem                            | Lost Without You Matthew R. T. Gerrard, Bridget Louise Benenate | –                         |
| 6. April 2003 – 12. April 2003 1 Woche (insgesamt 2) | 2                                        | t.A.T.u.                                 | All the Things She Said Trevor Charles Horn, Martin Kierszenbaum, Elena Vladimirovna Kiper, Valerij Valentinovich Polienko, Sergej Sasunikovich Galojan, Ivan Nikolaevich Shapovalov                 | –                         |
| 13. April 2003 – 17. Mai 2003 5 Wochen | 5                                        | 50 Cent                                  | In da Club Michael A. Elizondo Jr., Andre Romell Young, Curtis James Jackson | –                         |
| 18. Mai 2003 – 24. Mai 2003 1 Woche | 1                                        | Justin Timberlake                        | Rock Your Body Pharrell L. Williams, Chad Hugo, Justin R. Timberlake | –                         |
| 25. Mai 2003 – 5. Juli 2003 6 Wochen | 6                                        | Evanescence                              | Bring Me to Life Amy Lee, David Hodges, Ben Moody | –                         |
| 6. Juli 2003 – 19. Juli 2003 2 Wochen | 2                                        | Delta Goodrem                            | Innocent Eyes Delta Lea Goodrem, Mark Ronald Holden, Paul Lancaster Wiltshire | –                         |
| 20. Juli 2003 – 30. August 2003 6 Wochen | 6                                        | R. Kelly                                 | Ignition (Remix) Christian Ward, Uforo Imeh Ebong, Jeremy P. Felton, Jeffrey Gitelman, R. Kelly, Gabrielle Neshuneh Nowee, Andrew Langston Neely, Kimberly Michelle Pate, Tauren O’Lander Strickland | –                         |
| 31. August 2003 – 27. September 2003 4 Wochen (insgesamt 6) | 6                                        | The Black Eyed Peas                      | Where Is the Love? Will Adams, Allan Apll Pineda, Priese Prince Lamont Board, Mike Fratantuno, Justin R. Timberlake, Jaime Luis Gomez, George Pajon                                                  | –                         |
| 28. September 2003 – 4. Oktober 2003 1 Woche | 1                                        | Dido                                     | White Flag Dido Armstrong, Richard W. Nowels Jr., Rollo Armstrong | –                         |
| 5. Oktober 2003 – 11. Oktober 2003 1 Woche | 1                                        | Delta Goodrem                            | Not Me, Not I Gary Barlow, Eliot John Kennedy, Delta Lea Goodrem, Kara Dioguardi, Jarrad Leith Rogers                                                                                                | –                         |
| 12. Oktober 2003 – 25. Oktober 2003 2 Wochen (insgesamt 6) | 6                                        | The Black Eyed Peas                      | Where Is the Love? Will Adams, Allan Apll Pineda, Priese Prince Lamont Board, Mike Fratantuno, Justin R. Timberlake, Jaime Luis Gomez, George Pajon                                                  | –                         |
| 26. Oktober 2003 – 15. November 2003 3 Wochen | 3                                        | Australian Idol – The Final 12           | Rise Up Axel Breitung, Vanessa Joy Amorosi, Mark Ronald Holden, Maurice Shane Monopoli | –                         |
| 16. November 2003 – 22. November 2003 1 Woche | 1                                        | Kylie Minogue                            | Slow Kylie Ann Minogue, Daniel de Mussenden Carey, Emilíana Torrini | –                         |
| 23. November 2003 – 6. Dezember 2003 2 Wochen | 2                                        | Britney Spears & Madonna                 | Me Against the Music Madonna Louise Ciccone, Dorian Michelle Hardnett, Terius Youngdell Nash, Thabiso Nkhereanye, Gary Stewart O’Brien, Britney Spears, Christopher A. Stewart                       | –                         |
| 7. Dezember 2003 – 27. Dezember 2003 3 Wochen | 3                                        | Guy Sebastian                            | Angels Brought Me Here Jörgen Kjell Aake Elofsson, John Robinson Reid | –                         |
| 28. Dezember 2003 – 3. Januar 2004 1 Woche | 1                                        | Delta Goodrem                            | Predictable Kara Elizabeth DioGuardi, Delta Lea Goodrem, Jarrad Leith Rogers | –                         |

## Alben
| ← 2002 ← | Liste der Nummer-eins-Hits in Australien | Liste der Nummer-eins-Hits in Australien | Liste der Nummer-eins-Hits in Australien | 2004 →                    |
| \| Zeitraum \| Wo. ges. \| Interpret \| Titel \| Zusätzliche Informationen \| \| (Zeitraum, Wochen auf Platz eins, Interpret, Titel, zusätzliche Informationen) \| \| \| \| \| \| ------------------------------------------------------------------------------ \| -------- \| ------------------ \| -------------------- \| ------------------------- \| \| 9. Dezember 2002 – 26. Januar 2003 7 Wochen \| 7 \| Avril Lavigne \| Let Go \| – \| \| 27. Januar 2003 – 9. Februar 2003 2 Wochen \| 2 \| (Soundtrack) \| 8 Mile \| – \| \| 10. Februar 2003 – 30. März 2003 7 Wochen (insgesamt 9) \| 9 \| Norah Jones \| Come Away with Me \| – \| \| 31. März 2003 – 11. Mai 2003 6 Wochen (insgesamt 29) \| 29 \| Delta Goodrem \| Innocent Eyes \| – \| \| 12. Mai 2003 – 25. Mai 2003 2 Wochen (insgesamt 9) \| 9 \| Norah Jones \| Come Away with Me \| – \| \| 26. Mai 2003 – 15. Juni 2003 3 Wochen (insgesamt 29) \| 29 \| Delta Goodrem \| Innocent Eyes \| – \| \| 16. Juni 2003 – 29. Juni 2003 2 Wochen \| 2 \| Metallica \| St. Anger \| – \| \| 30. Juni 2003 – 13. Juli 2003 2 Wochen (insgesamt 29) \| 29 \| Delta Goodrem \| Innocent Eyes \| – \| \| 14. Juli 2003 – 3. August 2003 3 Wochen \| 3 \| Powderfinger \| Vulture Street \| – \| \| 4. August 2003 – 24. August 2003 3 Wochen (insgesamt 29) \| 29 \| Delta Goodrem \| Innocent Eyes \| – \| \| 25. August 2003 – 31. August 2003 1 Woche \| 1 \| Something for Kate \| The Official Fiction \| – \| \| 1. September 2003 – 5. Oktober 2003 5 Wochen (insgesamt 29) \| 29 \| Delta Goodrem \| Innocent Eyes \| – \| \| 6. Oktober 2003 – 19. Oktober 2003 2 Wochen \| 2 \| Dido \| Life for Rent \| – \| \| 20. Oktober 2003 – 14. Dezember 2003 8 Wochen (insgesamt 29) \| 29 \| Delta Goodrem \| Innocent Eyes \| – \| \| 15. Dezember 2003 – 11. Januar 2004 4 Wochen \| 4 \| Guy Sebastian \| Just As I Am \| – \| |                                          |                                          |                                          |                           |
| ← 2002 |                                          |                                          |                                          | → 2004 →                  |
| Zeitraum | Wo. ges.                                 | Interpret                                | Titel                                    | Zusätzliche Informationen |
| (Zeitraum, Wochen auf Platz eins, Interpret, Titel, zusätzliche Informationen) |                                          |                                          |                                          |                           |
| 9. Dezember 2002 – 26. Januar 2003 7 Wochen | 7                                        | Avril Lavigne                            | Let Go                                   | –                         |
| 27. Januar 2003 – 9. Februar 2003 2 Wochen | 2                                        | (Soundtrack)                             | 8 Mile                                   | –                         |
| 10. Februar 2003 – 30. März 2003 7 Wochen (insgesamt 9) | 9                                        | Norah Jones                              | Come Away with Me                        | –                         |
| 31. März 2003 – 11. Mai 2003 6 Wochen (insgesamt 29) | 29                                       | Delta Goodrem                            | Innocent Eyes                            | –                         |
| 12. Mai 2003 – 25. Mai 2003 2 Wochen (insgesamt 9) | 9                                        | Norah Jones                              | Come Away with Me                        | –                         |
| 26. Mai 2003 – 15. Juni 2003 3 Wochen (insgesamt 29) | 29                                       | Delta Goodrem                            | Innocent Eyes                            | –                         |
| 16. Juni 2003 – 29. Juni 2003 2 Wochen | 2                                        | Metallica                                | St. Anger                                | –                         |
| 30. Juni 2003 – 13. Juli 2003 2 Wochen (insgesamt 29) | 29                                       | Delta Goodrem                            | Innocent Eyes                            | –                         |
| 14. Juli 2003 – 3. August 2003 3 Wochen | 3                                        | Powderfinger                             | Vulture Street                           | –                         |
| 4. August 2003 – 24. August 2003 3 Wochen (insgesamt 29) | 29                                       | Delta Goodrem                            | Innocent Eyes                            | –                         |
| 25. August 2003 – 31. August 2003 1 Woche | 1                                        | Something for Kate                       | The Official Fiction                     | –                         |
| 1. September 2003 – 5. Oktober 2003 5 Wochen (insgesamt 29) | 29                                       | Delta Goodrem                            | Innocent Eyes                            | –                         |
| 6. Oktober 2003 – 19. Oktober 2003 2 Wochen | 2                                        | Dido                                     | Life for Rent                            | –                         |
| 20. Oktober 2003 – 14. Dezember 2003 8 Wochen (insgesamt 29) | 29                                       | Delta Goodrem                            | Innocent Eyes                            | –                         |
| 15. Dezember 2003 – 11. Januar 2004 4 Wochen | 4                                        | Guy Sebastian                            | Just As I Am                             | –                         |

## Jahreshitparaden
| ← 2002 ← | Liste der Nummer-eins-Hits in Australien | Liste der Nummer-eins-Hits in Australien | Liste der Nummer-eins-Hits in Australien | 2004 →   |
| \| Singles \| Position# \| Alben \| \| --------------------------------------------------------------------------------------------------------------------------------------------------------------------------------------------------------------------------- \| --------- \| --------------------------------------- \| \| Angels Brought Me Here Guy Sebastian Jörgen Kjell Aake Elofsson, John Robinson Reid \| 1 \| Innocent Eyes Delta Goodrem \| \| Lose Yourself Eminem Marshall B. Mathers III, Luis Edgardo Resto, Jeff Bass \| 2 \| Come Away with Me Norah Jones \| \| Where Is the Love? The Black Eyed Peas Will Adams, Allan Apll Pineda, Priese Prince Lamont Board, Mike Fratantuno, Justin R. Timberlake, Jaime Luis Gomez, George Pajon \| 3 \| Let Go Avril Lavigne \| \| Born to Try Delta Goodrem Delta Lea Goodrem, Audius Tonderai Mtawarira \| 4 \| Vulture Street Powderfinger \| \| In da Club 50 Cent Michael A. Elizondo Jr., Andre Romell Young, Curtis James Jackson \| 5 \| Just As I Am Guy Sebastian \| \| Bring Me to Life Evanescence Amy Lee, David Hodges, Ben Moody \| 6 \| The Eminem Show Eminem \| \| Lost Without You Delta Goodrem Matthew R. T. Gerrard, Bridget Louise Benenate \| 7 \| 8 Mile (Soundtrack) \| \| The Ketchup Song (Aserejé) Las Ketchup Francisco Manuel Ruiz Gomez \| 8 \| More Than You Think You Are Matchbox 20 \| \| Nu Flow Big Brovaz Temi Tayo Aisida, Michael Claudius Brown, John Paul Horsley, Thelma Charmaine Fiona Howell, Dean Carlos McIntosh, Manisur Mugisha, Cherise Alana Roberts, Nadia Yutinda Shepherd \| 9 \| Escapology Robbie Williams \| \| Ignition (Remix) R. Kelly Christian Ward, Uforo Imeh Ebong, Jeremy P. Felton, Jeffrey Gitelman, Robert Sylvester Kelly, Gabrielle Neshuneh Nowee, Andrew Langston Neely, Kimberly Michelle Pate, Tauren O’Lander Strickland \| 10 \| A Rush of Blood to the Head Coldplay \| |                                          |                                          |                                          |          |
| ← 2002 |                                          |                                          |                                          | → 2004 → |
| Singles | Position#                                | Alben                                    |                                          |          |
| Angels Brought Me Here Guy Sebastian Jörgen Kjell Aake Elofsson, John Robinson Reid | 1                                        | Innocent Eyes Delta Goodrem              |                                          |          |
| Lose Yourself Eminem Marshall B. Mathers III, Luis Edgardo Resto, Jeff Bass | 2                                        | Come Away with Me Norah Jones            |                                          |          |
| Where Is the Love? The Black Eyed Peas Will Adams, Allan Apll Pineda, Priese Prince Lamont Board, Mike Fratantuno, Justin R. Timberlake, Jaime Luis Gomez, George Pajon | 3                                        | Let Go Avril Lavigne                     |                                          |          |
| Born to Try Delta Goodrem Delta Lea Goodrem, Audius Tonderai Mtawarira | 4                                        | Vulture Street Powderfinger              |                                          |          |
| In da Club 50 Cent Michael A. Elizondo Jr., Andre Romell Young, Curtis James Jackson | 5                                        | Just As I Am Guy Sebastian               |                                          |          |
| Bring Me to Life Evanescence Amy Lee, David Hodges, Ben Moody | 6                                        | The Eminem Show Eminem                   |                                          |          |
| Lost Without You Delta Goodrem Matthew R. T. Gerrard, Bridget Louise Benenate | 7                                        | 8 Mile (Soundtrack)                      |                                          |          |
| The Ketchup Song (Aserejé) Las Ketchup Francisco Manuel Ruiz Gomez | 8                                        | More Than You Think You Are Matchbox 20  |                                          |          |
| Nu Flow Big Brovaz Temi Tayo Aisida, Michael Claudius Brown, John Paul Horsley, Thelma Charmaine Fiona Howell, Dean Carlos McIntosh, Manisur Mugisha, Cherise Alana Roberts, Nadia Yutinda Shepherd | 9                                        | Escapology Robbie Williams               |                                          |          |
| Ignition (Remix) R. Kelly Christian Ward, Uforo Imeh Ebong, Jeremy P. Felton, Jeffrey Gitelman, Robert Sylvester Kelly, Gabrielle Neshuneh Nowee, Andrew Langston Neely, Kimberly Michelle Pate, Tauren O’Lander Strickland | 10                                       | A Rush of Blood to the Head Coldplay     |                                          |          |